# Juan Carlos Paz
Juan Carlos Paz (født 5. august 1899 i Buenos Aires, Argentina – død 25. august 1972) var en argentinsk komponist og musikteoretiker. 
Paz var i starten inspireret af César Franck og Richard Strauss og blev betragtet som postromantiker. Senere slog han over i at komponere i neoklassisk stil, med inspiration fra Igor Stravinsky og jazzmusik. 
Paz var i den sidste periode af sit kompositoriske liv drevet mod den atonale stil som Arnold Schönberg, havde lanceret, og ikke mindst Anton Webern som blev hans store inspiration. Han blev da også den første til at introducere denne musik retning i Argentina.
Paz har skrevet orkesterværker,klavermusik,filmmusik,solostykker med mere. 

## Udvalgte værker
- Filmmusik
- Continuity (1960) – for orkester
- Musik -  for fløjte, saxofon og klaver
- Solostykker